# Wirtschaftsrechtliche Blätter
Die Wirtschaftsrechtlichen Blätter sind eine Fachzeitschrift zum österreichischen und europäischen Wirtschaftsrecht. Sie erscheinen monatlich, daher 12× jährlich, im Verlag Österreich als Beilage der Zeitschrift Juristische Blätter (JBl).
In der juristischen Fachliteratur wird die Zeitschrift mit dem Kürzel „WBl“ zitiert.

## Inhalt
Der Inhalt fokussiert auf aktuelle wissenschaftliche Aufsätze und praxisorientierte Entscheidungsbesprechungen im Bereich des Wirtschaftsrechts. Dieses Rechtsgebiet wird in seiner gesamten Breite abgedeckt, mit seinen Bezügen insbesondere zum Europarecht, dessen neueste Entwicklungen in einer eigenen monatlichen Rubrik beschrieben und analysiert werden, sowie zum Arbeitsrecht, Unternehmensrecht, Wettbewerbsrecht und Öffentlichen Wirtschaftsrecht.

## Herausgeber
Herausgeber der Zeitschrift sind Univ.-Prof. Dr. Martin Auer (Universität Salzburg), em. Univ.-Prof. Dr. Konrad Grillberger (Universität Salzburg), Univ.-Prof. Mag. Dr. Thomas Jaeger, LL.M. (Universität Wien) und Univ.-Prof. Dr. Ewald Wiederin (Universität Wien). Schriftleiter ist Prof. Martin Auer unter Mitarbeit von Dr. Marcus Sonnberger. Ehemalige Herausgeber waren etwa Dr. Josef Aicher (Professor an der Universität Wien), Dr. Wolfgang Schuhmacher (Professor an der Universität Salzburg, verstorben 2024) und DDr. Franz W. Urlesberger (Rechtsanwalt in Salzburg, verstorben 2022).